# Bajka staruchy
Bajka staruchy (ang. The Old Wives' Tale) – komedia George’a Peele’a z 1589 roku.

## Data powstania utworu
Bajka staruchy powstała najprawdopodobniej po 1589 roku. Ukazała się drukiem w 1595 roku.

## Osoby
| Osoba      | Jej rola w dramacie                                                      |
| ---------- | ------------------------------------------------------------------------ |
| Sakrapant  | czarnoksiężnik                                                           |
| Kalifo     | pierwszy brat, syn Tenoria z Tesalii                                     |
| Teleo      | drugi brat, syn Tenoria z Tesalii                                        |
| Eumenides  | rycerz                                                                   |
| Erestus    | rycerz tesalski zamieniający się w starca w dzień, a w niedźwiedzia nocą |
| Lampriskus | chłop tesalski, ojciec Ksantypy i Celanty                                |
| Haunebango | rycerz z Recji                                                           |
| Korebus    | jego sługa                                                               |
| Rugacz     | przyjaciel Jasia domagający się jego pochówku                            |
| Kolator    | oponent Rugacza, domagający się uiszczenia zapłaty za pochówek           |
| Zakrystian | uczestnik sporu                                                          |
| Duch Jasia | duch zmarłego chłopca                                                    |
| Delia      | siostra Kalify i Telei                                                   |
| Wenelia    | poślubiona Erestowi                                                      |
| Ksantypa   | córka Lampriskusa                                                        |
| Celanta    | córka Lampriskusa                                                        |
| Gospodyni  | oberżystka                                                               |
| Wygłup     | czeladnik                                                                |
| Figiel     | czeladnik                                                                |
| Dziwaczek  | czeladnik                                                                |
| Grzmot     | kowal                                                                    |
| Małgorzata | jego żona                                                                |

## Treść
Wygłup, Figiel i Dziwaczek, zabłądziwszy zimową nocą w lesie, trafiają do chaty kowala Grzmota. Tam przy piwie jego żona Małgorzata opowiada wędrowcom bajkę o czarowniku Sakrapancie, który porwał piękną Delię i uwięził w swym pałacu. Zjawiają się dwaj bracia, którzy szukają Delii. Na rozstaju dróg spotykają Eresta zamienionego w starca, który daje im radę, by się nie bali i zdmuchnęli ogień świecy. Po nich prosi go o radę wieśniak Lampriskus, który cierpi z powodu swych córekː złośliwej Ksantypy i szpetnej Celanty. Erest radzi mu, by wysłał córki do studni życia. Na poszukiwanie Delii wyruszył też rycerz Huanebango z giermkiem Korebusem. Poproszony przez Erasta o kawałek placka, wyśmiewa go. Korebusowi, który lituje się nad starcem i daje mu kawałek placka z serem, Erast przepowiada, że rycerz będzie głuchy, a jego giermek ślepy, ale zdobędzie bogactwo.
Sakrapant spełnia każde życzenie Delii, chcąc zdobyć jej względy. Gdy nadchodzą jej bracia, powala ich czarami na ziemię i każe odprowadzić Furiom do swego pałacu. Sakrapant pokazuje lampkę, która zapewnia mu moc dopóki nie zgaśnie i którą rozbić może tylko niewiasta, co nie będąc panną nie jest też żoną ani wdową. Wyjawia ponadto, że nie zginie z ręki śmiertelnika. Kolejny rycerz Eumenides prosi Erasta o przepowiednię. Starzec każe mu być hojnym, aż wzbudzi tym ze snu szkielety i ma nie odpoczywać, aż wzbudzi gniew. Naprzeciw rycerza wychodzą Rugacz, Zakrystianin i Kolator kłócący się o pochowanie zmarłego Jasia. Eumenides daje wszystko co ma, by umożliwić pochówek Jasia. Huanebango nie słucha ostrzeżeń swego giermka, wchodzi do zamku Sakrapanta i pada martwy. Giermka czarnoksiężnik oślepia.
Delii, która pod wpływem czarów zapomniała kim jest Sakrapant każe nadzorować swych braci przy pracy. Jeden z braci wykopuje spod darni lampkę. Do studni przychodzą Ksantypa i Celanta. Ksantypa zazdrosna o siostrę rozbija jej dzbanek. Gdy próbuje nabrać wody, ze studni wyłania się głowa. Złośliwa Ksantypa rozbija na jej głowie dzbanek, co przywraca do życia Huanebnaga, który choć głuchy oświadcza się jej i oboje odchodzą. Zrozpaczonego Eumenidesa pociesza duch Jasia i obiecuje pomoc. Zabiera go do gospody, a gdy rycerz ma płacić za posiłek, okazuje się, że jego sakiewka cudownie się napełniła. Celanta spotyka przy studni ślepego Korebusa, który postanawia wziąć ją za żonę. Za dobre obchodzenie się z głową, wynurzającą się ze studni, Celanta otrzymuje mnóstwo złota. 
Jaś wkłada watę do uszu Eumenides, aby nie uległ zaklęciom Sakrapanta, a sam pozbawia czarownika życia. Aby rozbić czarnoksięską lampkę i zdjąć czary, Eumendies dmie w róg. Zjawia się Wenelia, ani żona, ani wdowa, ani panna i rozbija lampkę. Eumenides spotyka się z Delią i wyznaje jej swą miłość. Przyzywa dźwiękiem rogu braci Delii, Erasta i Wenelię. Jaś przypomina rycerzowi o danej mu obietnicy, że podzieli się z nim wszystkim, co zdobędzie po połowie i żąda połowy Delii. Eumenides chce ją oddać Jasiowi, ale ten jest nieubłagany. Gdy rycerz podnosi miecz, by rozpołowić ukochaną, Jasiu go powstrzymuje i znika. Opowieść się kończy, nastaje dzień, a Figiel, Wygłup i Dziwaczek ruszają w dalszą drogę.

## Analiza
Bajka staruchy należy do, królującej od lat dziewięćdziesiątych XVI wieku na londyńskich scenach, komedii obyczajowych, których bohaterami są często londyńscy czeladnicy i rzemieślnicy. Elementy baśniowo-legendarne łączą się w tej sztuce z rubasznym humorem opisującym codzienne życie prostych ludzi. Pełen uroku utwór przypomina baśń Andersena Towarzysz podróży. Bohaterami są trzej zabłąkani w lesie czeladnicy i żona kowala, Małgorzata. Utwór jest niezwykle trudny do wystawienia ze względu na różnorodność środków i planów użytych do przedstawienia opowieści.

## Przekład
Na język polski sztukę przełożyła Krystyna Berwińska. Przekład został opublikowany w antologii Dramat elżbietański w 1989.